# FitFinder
FitFinder era um site de rede social baseado principalmente no Reino Unido. O FitFinder é descrito por seu criador, Rich Martell, como microblogging anônimo localizado. FitFinder é baseado no conceito de postar anonimamente um local e uma descrição de uma pessoa atraente que alguém viu; essa postagem é imediatamente colocada no FitFeed, onde pode ser visualizada por qualquer pessoa.

## Cobertura
A FitFinder Network abrangeu 52 universidades do Reino Unido, incluindo Oxbridge, Durham University, UCL, Manchester University, Leeds, Warwick, Bath, LSE, KCL, Imperial College London e a maioria das universidades Red Brick. Antes de seu fechamento, Martell havia dito que o FitFinder seria expandido para fora das universidades em um futuro próximo, possivelmente cobrindo eventos esportivos e festivais de música.

## Controvérsia
Devido à natureza do conteúdo gerado pelo usuário no FitFinder, muitos comentaristas o acusaram de ser ofensivo e inapropriado. Menos de uma semana após a publicação do site, a London School of Economics enviou um e-mail a todos os seus alunos avisando-os sobre o site. Várias reclamações sobre o site solicitaram à JANET, o provedor de rede do Reino Unido que serve universidades, que bloqueie o site.  A proibição em si provocou mais reclamações, o que levou à sua própria reversão.
Além disso, a UCL multou Martell por se recusar a derrubar o site. Em 28 de maio de 2010, o site FitFinder foi retirado por causa da "crescente pressão das universidades" e da UCL máxima aplicada a Martell por levar a universidade a descrédito.